# Олефир, Владимир Андреевич
Владимир Андреевич Олефир (укр. Володимир Андрійович Олефір; род. 26 февраля 1980, Полтава) — украинский футболист, защитник.

## Игровая карьера
Во взрослом футболе дебютировал в 1997 году в дубле полтавской «Ворсклы».
В высшей лиге чемпионата Украины играл с 2004 по 2010 года (с перерывом) в командах «Ворскла», «Кривбасс», «Ильичёвец», «Нефтяник-Укрнефть» и «Оболонь». Всего 49 матчей.
После успешной игры в «Ворскле» и «Кривбассе» перешёл в «Ильичёвец». С этой командой потерял место в высшем дивизионе, и уже спустя полтора месяца потерял и место в основном составе команды Семёна Альтмана. В качестве свободного агента ещё до закрытия трансферного окна перешёл в «Нефтяник-Укрнефть». В составе команды-новичка высшего дивизиона 3 ноября 2007 года забил один из голов в ворота «Ворсклы». Этот матч принёс ахтырской команде первую историческую победу в высшей лиге.
После завершения сезона Анатолий Демьяненко пригласил Олефира в «Нефтчи» в преддверии матчей Кубка Интертото. Олефир неплохо показал себя в матчах еврокубков. Но после ухода из команды Анатолия Демьяненко и прихода немца Юргена Геде, Олефир потерял место в основе.
После возвращения из Азербайджана безуспешно пытался трудоустроиться сначала в «Таврии», а потом в «Заре». Поддерживал форму в составе полтавских любительских команд, пока не заключил контракт с «Оболонью». Эта команда стала последней для Олефира в Премьер-лиге.